# Augsburger Eiskanal

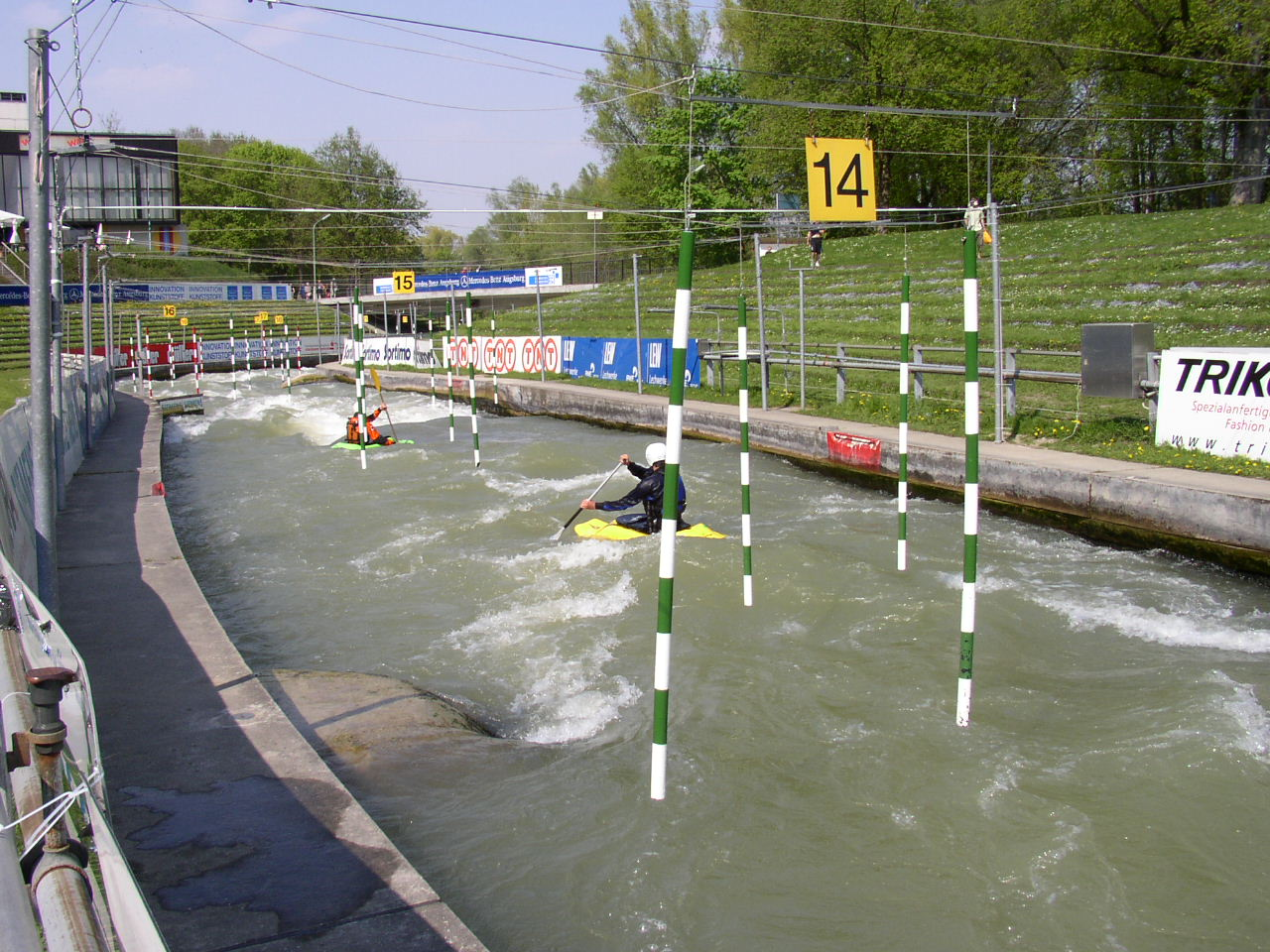
Wildwasserstrecke am Eiskanal

Der Augsburger Eiskanal ist eine Wildwasseranlage im Augsburger Stadtteil Spickel und wurde für die Kanuslalom-Wettbewerbe der Olympischen Sommerspiele 1972 errichtet. Es ist die älteste künstlich gebaute Kanuslalomstrecke der Welt. Der Augsburger Eiskanal wurde als eigenes Einzelobjekt des „Augsburger Wassermanagement-Systems“ am 6. Juli 2019 in die Welterbeliste der UNESCO aufgenommen.
Im Zusammenhang mit den olympischen Wettbewerben entstand am Eiskanal auch das Bundesleistungszentrum für Kanuslalom und Wildwasser.

## Beschreibung

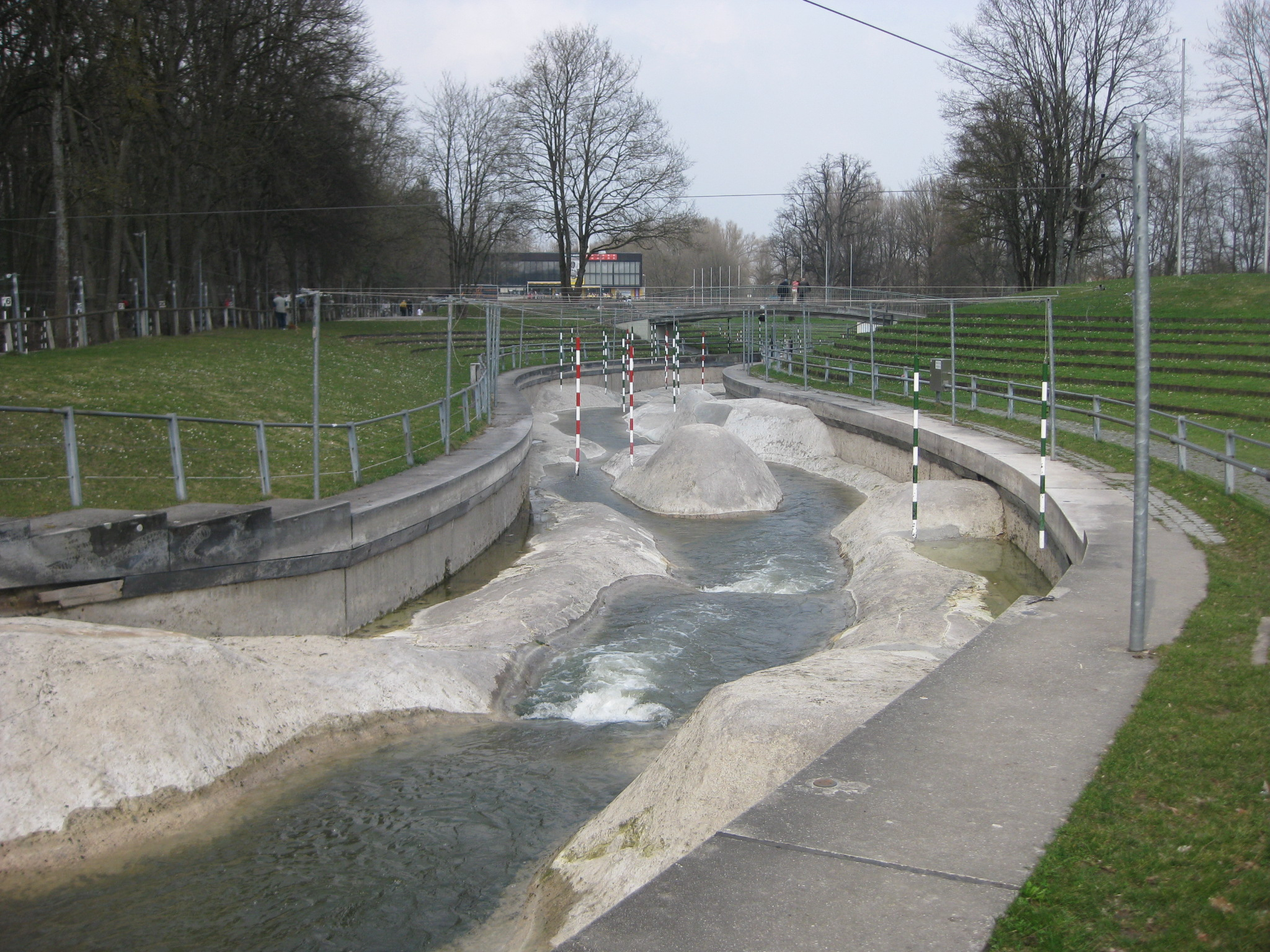
Eiskanal mit nahezu vollständig abgesperrtem Zufluss

Der Eiskanal ist Teil des historischen Augsburger Kanalnetzes und diente ursprünglich als Umgehungskanal für Treibeis, damit dieses nicht die Turbinen des Wasserwerks am Hochablass beschädigte.
Der Baubeginn am alten Augsburger Eiskanal war am 20. Juli 1970. Der Kanal wurde in einer Bauzeit von 10 Monaten in eine Wildwasseranlage umgebaut. Die landschaftliche Einbindung der Strecke lag in den Händen der Münchner Landschaftsarchitekten Gottfried und Anton Hansjakob. Am 22. August 1971 wurde der erste internationale Wettkampf abgehalten. Er diente als Testlauf zu den bevorstehenden Olympischen Spielen. Die Eiskanal-Olympiastrecke, die weltweit älteste ihrer Art, ist seit Jahrzehnten Vorbild für die Konzeption neuer Slalomstrecken.
Der Kanal wird von Lech-Wasser gespeist, das vom Hauptstadtbach abgezweigt ist. Der Hauptstadtbach wird kurz zuvor oberhalb des Hochablass-Wehrs vom Lech ausgeleitet. Der Eiskanal bietet aufgrund von Sperrwerken bei jedem Wasserstand gute Trainingsmöglichkeiten. Die Streckennutzung ist vom Wasserstand des Lechs und damit von der Wasserabgabe des Forggensees abhängig. Im Gegensatz zum Kanupark Markkleeberg kommt die Strecke ohne elektrisch betriebene Pumpen aus und hat daher geringe Betriebskosten. Durch die abgerundeten Einbauten und den ebenen Boden ist die Verletzungsgefahr für die Sportler gering.

## Strecke

Streckenverlauf

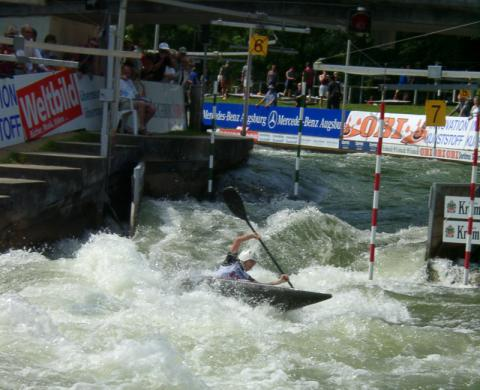
Kanuslalom-Weltcup 2002 in Augsburg, Damen Kajak-Einer Semifinale

Die Strecke gabelt sich in einen Jugendkanal und den eigentlichen Eiskanal mit der Olympiastrecke. Auf diesen beiden Kanälen sind diverse Rennstrecken mit verschiedenen Start- und Zielpunkten ausgewiesen. Außerdem gibt es eine Babystrecke.
Die Olympiastrecke mündet am Ziel in den Lech. Die olympische Strecke hat eine Länge von 660 m bei einer Breite von 10 m, der Abfluss beträgt 10 m³/s. Sie bietet Platz für 24.000 Zuschauer. Die Olympiastrecke bietet anspruchsvolles und abwechslungsreiches Wildwasser mit Stufen, Walzen und Kehrwassern (Schwierigkeit WW IV). Während der Wintermonate ist die Olympiastrecke geschlossen.
Die bewaldete Jugendstrecke fließt am Ziel weiter Richtung Innenstadt und wird ab dort Hauptstadtbach genannt. Der Hauptstadtbach führt 35 m³/s Wasser, wovon jedoch 17 m³/s auf den Neubach entfallen, der auf einer kurzen Strecke durch das alte Wasserwerk bis zur Bahnlinie vom Hauptstadtbach abgezweigt wird. Der Hauptstadtbach verzweigt sich in der Nähe des Schwabencenters erneut, wo er auch zum Wassersport genutzt wird, an der Friedberger Straße und versorgt die Kraftwerke der Augsburger Industrie mit Wasser. Der zur Naherholung genutzte Bereich in der Nähe des Schwabencenters wird umgangssprachlich ebenfalls „Eiskanal“ genannt.

## Sportwettbewerbe
Unter den hier ausgetragenen Sportwettbewerben sind neben zahlreichen nationalen Entscheidungen unter anderem zu nennen:
- 1972: Erster Kanuslalom bei Olympischen Spielen
- 1985: Kanuslalom-Weltmeisterschaften
- 1996: Kanuslalom-Europameisterschaften
- 2003: Kanuslalom-Weltmeisterschaften
- 2011: Erste Weltmeisterschaften im Wildwasser Sprint
- 2012: Kanuslalom-Europameisterschaften
- 2022: Kanuslalom-Weltmeisterschaften
- 2023: Siebte Weltmeisterschaften im Wildwasser Sprint

Zudem ist der Eiskanal regelmäßig Station im Weltcup-Zyklus des Internationalen Kanuverbandes.

## Trivia
Da Kanuslalom 1972 zum ersten Mal olympische Disziplin war, wurde es im Vorfeld erstmals möglich, die Finanzierung für den Bau einer künstlichen Strecke für diese Sportart sicherzustellen. Durch die damals neuartige Bauart versprach sich die Bundesrepublik auch einen Heimvorteil für ihre Sportler, die die Strecke im Gegensatz zu ihren Gegnern intensiv für Trainingszwecke nutzen konnten. Um diesen zu brechen, errichtete die DDR in Cainsdorf eine Strecke mit ähnlichen Merkmalen für die Vorbereitung ihrer Sportler. Tatsächlich konnten die DDR-Kanuten schließlich alle vier Wettbewerbe für sich entscheiden.
Standort des DDR-Kanals bei Cainsdorf: 50° 40′ 52,9″ N, 12° 30′ 7,6″ O
Auch der Hauptstadtbach wird im Badebereich, vor dem Abzweig zum Kaufbach, vom Volksmund als „Eiskanal“ bezeichnet.